# Aimeric (évêque de Clermont)
Pour les articles homonymes, voir Aimeric.
Aimeric ou Aimeri ou Aymeric Loubet est un évêque de Clermont. Son épiscopat va de 1111 à 1150 après avoir été abbé de La Chaise-Dieu.

## Biographie
En 1117, Aimeric fait don à l'abbé de La Chaise-Dieu, Étienne Ier, de l'église Saint-Laurent d'Auzon et de son chapitre.

### Le conflit en Auvergne
En 1122, les tensions entre Aimeric et le comte d'Auvergne Guillaume VI amène à une guerre qui se résoudra par l'appel à des puissances extérieures à l'Auvergne.
Le comte d'Auvergne fait fortifier Montferrand dans le but de disposer d'une place forte contre Aimeric et la cité épiscopale de Clermont. Les violences répétées que le comte Guillaume exerça en 1122 contre le clergé clermontois décidèrent celui-ci à en appeler au roi de France Louis VI le Gros, qui rassembla une armée « pour venger sur les auvergnats l'injure faite à l'église », selon Suger.
L'armée du roi de France et de ses vassaux après avoir ravagée la plaine de la Limagne prend le port fluvial de Pont-du-Château sur l'Allier et oblige l'armée du comte à abandonner la cité épiscopale et sauve ainsi Aimeric. Le roi doit revenir en 1126 avec une troupe plus importante et incendier Montferrand malgré l'intervention de Guillaume IX d'Aquitaine qui venait porter son secours au comte d'Auvergne.
Les choses s'arrangèrent dans le respect du droit féodal, le duc d'Aquitaine, faisant allégeance au roi, son suzerain, pour les terres de son vassal le comte. Cette manifestation de l'autorité royale aussi loin dans le sud du royaume à un grand retentissement.
Aimeric, évêque d'Auvergne étant en conflit avec l'abbé de Cluny rétablit la paix en 1131 en procédant à un échange avec Cluny. Aimeric cède à cette dernière les églises revendiquées par elle et Cluny rend l'église Saint-Loup de Billom à l'évêque de Clermont. En 1146, l'évêque Aimeric et le comte d'Auvergne Guillaume VII passe un accord fournissant aux marchands de la ville de Montferrand des droits égaux à leurs homologues clermontois.